# ادوارت فون بوم-ارمولی
ادوارد فرایهر فون بوم-ارمولی (به آلمانی: Eduard Freiherr von Böhm-Ermolli) (زاده ۱۲ فوریه ۱۸۵۶ – مرگ ۹ دسامبر ۱۹۴۱) یک فیلد مارشال اتریشی در جنگ جهانی اول در ارتش امپراتوری اتریش-مجارستان بود که بعدها در دوره رایش سوم در حالیکه بازنشسته بود به او درجه فیلد مارشالی ورماخت هم اعطا شد.